# Rhopalopterum criddlei
Rhopalopterum criddlei är en tvåvingeart som först beskrevs av Aldrich 1918.  Rhopalopterum criddlei ingår i släktet Rhopalopterum och familjen fritflugor. Inga underarter finns listade i Catalogue of Life.